# Рут фон Майєнбург
Рут фон Майєнбург (нім. Ruth von Mayenburg; 1 липня 1907, Србіце — 26 червня 1993, Відень) — австрійська письменниця і журналістка, діячка Комуністичної партії Австрії, радянська розвідниця. З дворян. Відома під прізвиськом «Червона графиня».

## Життєпис

### Походження
Народилася 1 липня 1907 у місті Србіце (нині Чехія) у сім'ї аристократа і власника шахт Макса Хейнсіуса фон Майєнбурга. Молодша донька в сім'ї. Дитинство провела у місті Теплиц-Шонау (нині Теплиці). Дядько — Оттомар Хейнсіус фон Майєнбург, фармацевт і винахідник зубної пасти «Chlorodont».

### Молодість
З ранніх років фон Майєнбург почала цікавитися політикою. Вивчала архітектуру у Дрезденській вищій технічній школі в 1929—1930 роках. Потім навчалася у Вищій школі світової торгівлі у Відні. Жила в австрійській столиці з 1930 року з подругою матері, баронесою Неткою Латшер-Лауендорф, чиїм обранцем був Теодор Кернер, майбутній австрійський президент. З 1932 року Рут є членом соціал-демократичної партії Австрії і членом Соціалістичного молодіжного фронту. Латшер-Лауендорф і Кернер допомогли фон Майєнбург потрапити в коло соціалістів, де кращими друзями її стали Еліас Канетті і Ернст Фішер, редактор газети Arbeiter-Zeitung (останній став її чоловіком).

### Втеча з Австрії
У 1934 році в Австрії відбулося повстання робітників, які перебували в Республіканському шуцбунді, які виступали проти насильницької фашизації країни Енгельбертом Дольфусом. Повстання було придушене, незважаючи на загибель Дольфуса від руки есесівського бойовика, а соціал-демократична партія рухнула. Багато з колишніх соціал-демократів втекли за кордон, а хтось вступив до Комуністичної партії. У числі останніх виявилися Ернст Фішер і його дружина. Після того, як режим австрофашизму закріпився остаточно в країні, Фішер з дружиною втекли спочатку до Чехословаччини, де Ернст став працювати у прес-службі Комінтерну. Фон Майєнбург була незабаром оголошена поза законом за підпільну комуністичну діяльність і змушена була виїхати до СРСР.

### У СРСР
У Москві Рут взяла участь у параді шюцбундовців, а незабаром завербована і в Розвідувальне управління РСЧА, отримавши псевдонім «Лєна». З 1934 по 1938 роки вона виконувала низку складних і небезпечних завдань ГРУ: дуже багато подорожувала Німеччиною. За 4 роки вона дослужилася спочатку до звання майора, а потім і до звання полковника, що вважалося досить дивним на той час. Їй доводилося відновлювати зв'язки з комуністичним підпіллям і збирати інформацію, але головним її досягненням стало впровадження в ряди опозиційно налаштованих кіл вермахту і військового міністерства. Рут була знайома з родиною фон Хаммерштейн-Екворд: особисто з генералом Едуардом фон Хаммерштейн-Еквордом, одним із лідерів опозиції і майбутнім керівником антигітлерівської офіцерської змови, його дочкою Хельгою, інформаторкою Комуністичної партії Німеччини, і ще двома синами Едуарда. Рут отримала розлогу інформацію про розгортання вермахту на найближчі три роки, обороноздатність Німеччини, плани і темпи переозброєння сил вермахту, військове співробітництво Німеччини з Італією і секретні розробки. Під час одного із завдань вона навіть зустріла Ліона Фейхтванґера в поїзді. Особисто Климент Ворошилов дякував «Червоній графині» за надану СРСР допомогу.
Від початку «єжовщини» Рут змушена була покинути розвідку і продовжила роботу у Комінтерні, проживаючи за документами на ім'я «Рут Віден» (її чоловік Ернст Фішер мав паспорт на ім'я «Пітер Віден») у московському готелі «Люкс» в кімнаті № 271 разом із багатьма діячами комунізму, в числі яких були такі люди, як Хо Ші Мін і Чжоу Еньлай. Пізніше свої враження вона описала у книзі "Готель «Люкс» ". Вважається, що вона була свідком самогубства фіна Тойво Антікайнена, якого нібито намагалося заарештувати НКВС. Від початку Великої Вітчизняної війни вона стала працювати референтом відділу друку Виконкому Комінтерну і диктором радіостанції німецькою мовою, а після розпуску Комінтерну направлена до Головного політичного управління Червоної Армії. Керувала з осені 1943 року фронтовою пропагандистською групою на Білоруському фронті, а з січня 1944 року стала уповноваженою по роботі серед австрійських військовополонених. Наприкінці війни вона працювала в Інституті № 99 при відділі міжнародної інформації ЦК ВКП(б).

### Повернення до Австрії
У липні 1945 року Рут фон Майєнбург і Ернст Фішер повернулися на батьківщину. Фішер продовжив працювати в Комінтерні, де Рут була секретарем австро-радянського товариства. За її сценарієм на Віденській кіностудії знято фільм Віллі Форста «Віденські дівчата» (нім. Wiener Mädeln). Незабаром вона розлучилася з Фішером, а в 1966 році покинула Комуністичну партію Австрії і зайнялася написанням мемуарів. У своїй книзі Готель «Люкс», що побачила світ у 1978 році, вона розповіла про п'ять років проживання в московському готелі, а також описала всі унікальні події та цікаві факти про готель. Також вона є авторкою книги «Блакитна кров і червоні прапори» (нім. Blaues Blut und rote Fahnen), у якій критикувала багатьох колишніх однопартійців.
Померла 26 червня 1993 року у Відні.

### Особисте життя
У віці 13 років фон Майєнбург була заручена з аристократом Ханси фон Хердером на весіллі своєї сестри Фелі. Фон Хердер незабаром став лідером штурмовиків СА і вбитий в Ніч довгих ножів. У 23 роки почала зустрічатися з Олександром-Едцардом фон Ассебург-Найндорфом, проте незабаром розлучилася з ним і захопилася Куртом фон Хаммерштейн-Еквордом, генералом фрайкора. У 1932 році вийшла заміж за Ернста Фішера. Розлучилася з Фішером у 1954 році, вдруге заміж виходила за Курта Дімана Діхтля, журналіста-консерватора.

## Книги фон Майєнбург
- Blaues Blut und rote Fahnen. Revolutionäres Frauenleben zwischen Wien, Berlin und Moskau. 1969. ISBN 3900478724 (Promedia Verlag 1993).
- Hotel Lux. Bertelsmann Verlag (1978) ISBN 3570022714.
- Hotel Lux. Das Absteigequartier der Weltrevolution. 1979. ISBN 3492113559 (Piper Verlag GmbH 1991).
- Hotel Lux — die Menschenfalle. Elisabeth Sandmann Verlag GmbH 2011 року. ISBN 3938045604.